# Spaans middengambiet
Het Spaans middengambiet is in de opening van een schaakpartij een variant in de schaakopening Spaans. Wit offert hierbij een pion. Het gambiet is ingedeeld bij de open spelen.
De beginzetten van dit gambiet zijn: 1.e4 e5 2.Pf3 Pc6 3.Lb5 a6 4.La4 Pf6 5.d4
Eco-code C 77.